# カメイロス
カメイロス（古代ギリシア語: Κάμειρος / Kámeiros）は、古代ギリシアのロドス島北西海岸にあった古代都市である。農耕の中心地としてロドス島に建国された3つの都市国家の1つである。
現代ギリシャ語の発音に従えば、カミロスと転記され得る。カミロスはロドス市を構成する行政区の名で、古代カメイロスの遺跡をその領域に含む。

## 地理
カメイロスは、ロドスの街の西南約30kmに位置する。
古代都市は三層構造になっていた。丘の頂上にはアクロポリスがあり、アテーナーの神殿とそれを取り囲む柱廊があった。紀元前6世紀、ここに600立方メートルの水を蓄えられるため池が作られ（約400世帯が生活可能）、その上に後から柱廊が建てられた。柱廊は2列のドーリア式円柱が並び、それに面して商店や宿屋が並んでいた。
主な居住地は中間のテラス状の土地で、並行する通りや住宅が格子状に並んでいた。さらに下のテラスにはドーリア式の神殿があり、アポローンを祭っていたとされている。また、その近くに泉があって、その前にアゴラがあった。また、様々な神々を祭る祭壇が並ぶ壁があった。
先史時代にはミケーネ文明の人々がここに住んでいた。都市を建設したのはドーリア人である。神殿が建設され始めたのは紀元前8世紀以降と見られている。紀元前226年、ロドス島で大地震があり、都市や神殿が被害を受けた。紀元前142年にも地震の被害を受けている。
アクロポリスの発掘調査は1852年から1864年にかけて Alfred Biliotti と Auguste Salzmann が行った。1928年からイタリアの考古学調査団が体系的な発掘調査と復元作業を開始し、第二次世界大戦終了時までそれが続けられた。

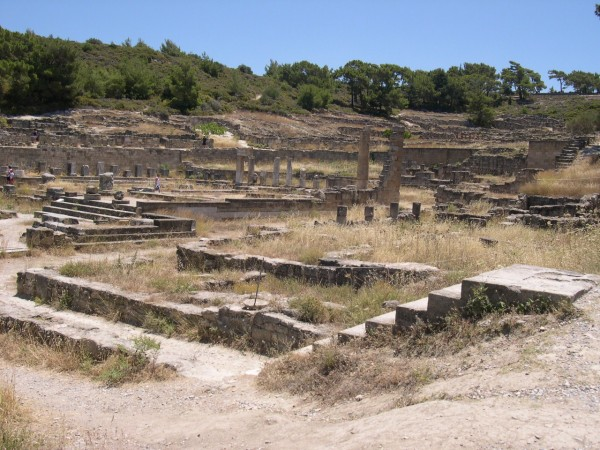
カメイロス
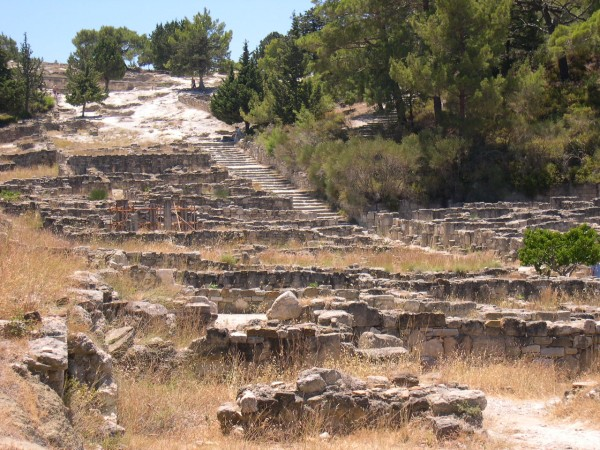
カメイロス
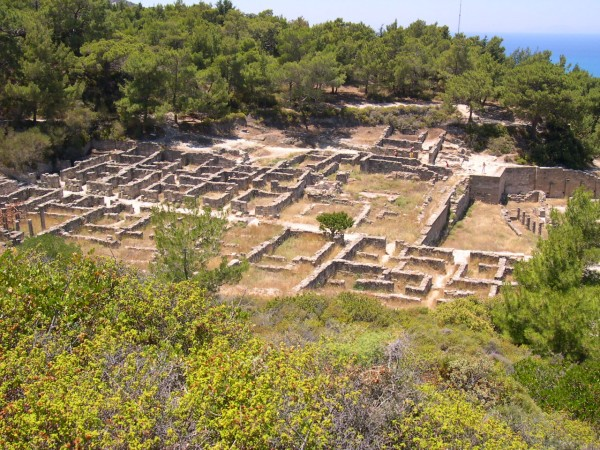
カメイロス

## 行政区画

ロドス市（2011年以後）

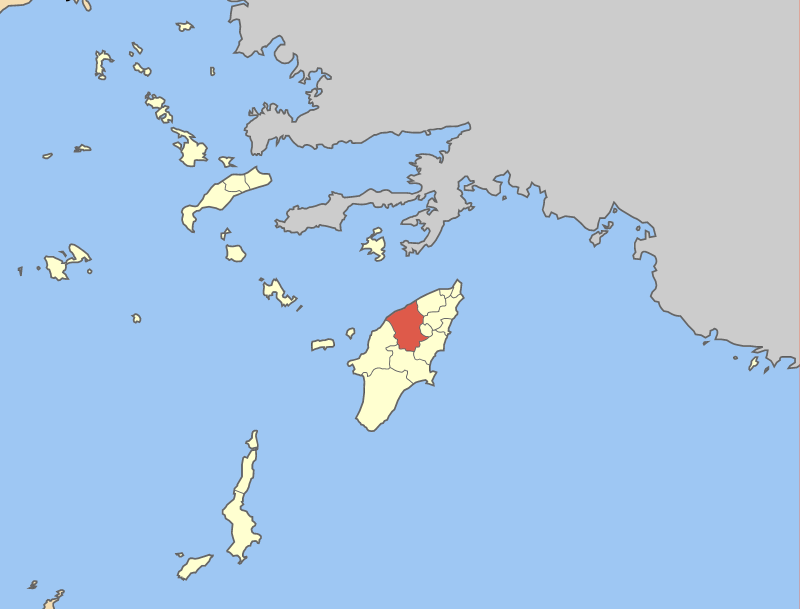
ドデカニサ県における旧カミロス市（1999年 - 2010年）

### 旧自治体（ディモティキ・エノティタ）
カミロス地区（Δημοτική ενότητα Καμείρου）は、ロドス市を構成する行政区（ディモティキ・エノティタ）である。カリクラティス改革にともなう自治体統廃合（2011年1月施行）までは、ドデカニサ県に属する自治体・カミロス市（Δήμος Καμείρου）であった。中心地はソロニ (Soroni) 。ソロニはロドスの街の南西約22kmに位置し、かつてのカメイロスの遺跡は、ソロニから南西へ約7.8kmの距離にある。
カミロス地区は以下のキノティタ（都市域・村落）および都市・集落から構成される。表中の Δ.δ. は Δημοτικό διαμέρισμα の略であり、カポディストリアス改革による統廃合（1999年1月施行）以前の旧自治体に由来する区画である。[　]内は人口（2001年国勢調査）を示す。
| - Δ.δ. Σορωνής ソロニ [ 1.236 ] - η Σορωνή ソロニ (Soroni) [ 1.236 ] - Δ.δ. Απόλλωνα アポロナ [ 997 ] - τα Απόλλωνα アポロナ [ 997 ] - Δ.δ. Διμυλιάς [ 515 ] - η Διμυλιά [ 257 ] - η Ελεούσα [ 258 ] - Δ.δ. Καλαβάρδα カラヴァルダ [ 512 ] - τα Καλαβάρδα カラヴァルダ [ 512 ] - Δ.δ. Πλατανίων [ 383 ] - τα Πλατάνια [ 383 ] - η Αγία Ελεούσα [ 0 ] - Δ.δ. Σαλάκου サラコス [ 607 ] - η Σάλακος サラコス (Salakos) [ 597 ] - το Καπίον [ 2 ] - ο Προφήτης Ηλίας [ 8 ] - Δ.δ. Φανών ファネス [ 895 ] - οι Φάνες ファネス (Fanes) [ 895 ] |